# 宗座聖璽最高法院
宗座聖璽最高法院（拉丁語：Supremum Tribunal Signaturae Apostolicae）是天主教會裏最高司法機構（裁決權僅次於在教會內擁有最終裁判和決定權的教宗）。此外，它亦負責監督教會內的司法工作。
宗座聖璽最高法院院長現時是於2014年11月8日接替雷蒙·利奧·柏克樞機而上任的道明·方濟各·若瑟·曼玻第樞機。最高法院秘書長則是若瑟·夏卡，他於2016年7月16日接替方濟各·丹尼爾斯並於約3個月後上任。